# 額田部
額田部（ぬかたべ）とは、古代日本の部（名代）の一つ。

## 概要
額田部のルーツは応神天皇の皇子、額田大中彦皇子（ぬかたのおおなかつひこのみこ）の名代であるとも、田部の一種であるとも、554年（欽明天皇15年）に誕生した額田部皇女（のちの推古天皇）の資養や王宮の運営の基盤であるとも言われているが、部民制は5世紀後半、雄略天皇の時代に施行されたとする説が通説となっており、また大和政権と出雲東部の勢力情況からして、5世紀のものとは想定しにくいため、後者が有力であるとする説がある。一方、額田部は額田大中彦皇子の名代であって、推古天皇のために置かれたとする説は本末転倒であるとの批判や、名代ではなく製鉄・鍛冶部族のことを指すとする説もある。
『日本書紀』巻第十一には、 額田大中彦皇子が大和の屯田（みた）と屯倉を管掌しようとして、屯田司である出雲臣の祖先である淤宇宿禰（おうのすくね）に、「この屯田はもとから山守の地であって、今から自分が治めるから、お前は治めてはならない」と言ってきて、淤宇宿禰がそのことを応神天皇の皇太子である菟道稚郎子に奏上した、という事件が描かれている。その後、天皇のものである、ということで決着し、大中彦皇子は二の句が継げなかった、という。以上の記述からも、大和政権と出雲勢力との勢力の緊張状態を伺うことができる。
額田部はほぼ全国に分布しており、中央の氏族は連姓、地方では、君・臣・直・首姓のものが統轄していたという。島根県岡田山古墳の1号墳からは「各田了臣」と銘文が記された円頭大刀が出土されている。古墳のある松江市大草町はかつての出雲国意宇郡大草郷にあたり、国衙の遺跡は、古墳の東約1キロメートルの地点から発掘されている。『出雲国風土記』によると、意宇郡に隣接する大原郡の郡司少領に「額田部臣」の名が見え、大原郡の中心である屋裏（やうら）の郷（現在の雲南市）には、前少領である額田部臣押嶋（ぬかたべ の おみ おししま）が建立したと伝えられる寺院も存在していたという。
奈良時代の橘奈良麻呂の乱の際の佐伯古比奈への尋問によると、一味の賀茂角足は、高麗福信、奈貴王、坂上苅田麻呂、巨勢苗麿、牡鹿嶋足を招いて、（現在の大和郡山市と比定される）「額田部」の屋敷で酒宴をしたという。この額田部は額田部宿禰一族の本拠地でもある。